# Chwałkowo Kościelne
Chwałkowo Kościelne (prononciation : [xfau̯ˈkɔvɔ kɔɕˈt͡ɕɛlnɛ]) est un village polonais de la gmina de Książ Wielkopolski dans le powiat de Śrem de la voïvodie de Grande-Pologne dans le centre-ouest de la Pologne.
Il se situe à environ 8 kilomètres au sud-est de Książ Wielkopolski (siège de la gmina), à 21 kilomètres à l'est de Śrem (siège du powiat) et à 50 kilomètres au sud-est de Poznań (capitale régionale).

## Histoire
De 1815 à 1919, Chwalkowo fait partie de l'arrondissement de Schrimm dans le district de Posen dans la province de Posnanie.
De 1975 à 1998, le village faisait partie du territoire de la voïvodie de Poznań.

Depuis 1999, Chwałkowo Kościelne est situé dans la voïvodie de Grande-Pologne.